# Тер Долен
„Тер Долен“ (на френски: Ter Dolen) е марка белгийска абатска бира, произведена и бутилирана в пивоварната „Kasteelbrouwerij De Dool“ в Хаутхален-Хелхтерен (на нидерландски: Houthalen-Helchteren), селище в Североизточна Белгия, окръг Маасейк на провинция Лимбург. „Тер Долен“ e една от белгийските марки бира, която от 2008 г. е сертифицирана и има право да носи логото „Призната белгийска абатска бира“ (Erkend Belgisch Abdijbier), обозначаващо спазването на стандартите на „Съюза на белгийските пивовари“ (Unie van de Belgische Brouwers).

## История
Историята на бирата е свързана с историческото бенедиктинско Абатство Синт Тройден в Синт Тройден, окръг Хаселт на провинция Лимбург, Североизточна Белгия. Абатството е основано през 656 г. от белгийския монах Свети Трудо. Той умира през 693 г. и е погребан в манастирската църква. Манастирът дава началото на град Синт Тройден, тъй като селището възниква и се развива около абатството. Гробницата на светеца привлича много поклонници, което дава тласък на икономическото процъфтяване на селището.
През ХVІ век резиденция на абатите на Синт Тройден става замъкът Тер Долен, в Хаутхален-Хелхтерен 
По време на Френската революция в абатството пристигат френски войски, монасите са прогонени, а абатските имоти – конфискувани и продадени от революционното правителство през 1789 г. Църквата е разрушена, част от сградите са преустроени за други цели. През 1797 г. е продаден на частни лица и манастирският замък Тер Долен.
През 1843 г. Лиежката епархия открива малка семинария в част от манастирските сгради. През 1845 г. е построена нова църква към семинарията в неокласически стил на мястото, където Свети Треудо е изградил първата манастирска църква през 656 г. Тази четвърта по ред църква на свой ред е разрушена при пожар през 1975 г. През 1992 г. експлозия разрушава и останките на абатската мелница. Семинарията е затворена през 1972 година. Останалите сгради на абатството и семинарията сега са заети от епархийския колеж на Холандската епархия в Хаселт.
През 1990 г. полуразрушеният абатски замък Тер Долен е закупен от Мишел Десплентер. В продължение на четири години замъкът е основно обновен, като в една от свързаните с него стопански постройки е инсталирана нова пивоварна. Основана е пивоварната компания Kasteelbrouwerij De Dool, която през 1994 г. пуска на пазара абатска бира Ter Dolen.
През април 2008 г. бирата е сертифицирана от Съюза на белгийските пивовари като „призната белгийска абатска бира“ (Erkend Belgisch Abdijbier) и може да носи лого, изобразяващо стилизирана чаша с кафява бира, вписана в готически прозорец-арка.

## Марки бира
Търговският асортимент на пивоварната, включва четири бири с марката „Ter Dolen“:
- Ter Dolen Blond – светла бира, реферментирала в бутилка, с кехлибарен цвят и с алкохолно съдържание 6,1 %. В производство от 1994 г.
- Ter Dolen Donker – тъмна кафява бира, реферментирала в бутилка, с алкохолно съдържание 7,1 %. В производство от 1997 г.
- Ter Dolen Tripel – силна светла реферментирала в бутилка бира с алкохолно съдържание 8,1 %. В производство от 1999 г.
- Ter Dolen Kriek – червена ламбик бира, реферментирала в бутилка, с алкохолно съдържание 4,5 %. В производство от 2003 г.